# L'Escut Igualadí
L'Escut Igualadí era un setmanari catalanista publicat a Igualada entre 1882 i 1883.

## Descripció
Portava el subtítol “Periodich setmanal, catalanista y defensor dels interessos igualadins”. També a la capçalera hi havia el lema “Clá y catalá” i l'escut de la ciutat. El primer número es va publicar el 24 d'agost de 1882, per la Festa Major, i el darrer el 53, portava la data de 8 de juliol de 1883. Sortia cada dijous i tenia quatre pàgines, i a partir del núm. 44, en va passar a tenir 8. El format va anar variant: primer 32 x 22 cm, a dues columnes; des del núm. 13, 44 x 32 cm i a tres columnes; i des del núm. 44, 22 x 16 cm i a ratlla tirada. L'adreça de la redacció i l'administració de la publicació va ser successivament a: carrer de Santa Caterina, 4; Rambla Nova, 11 baixos (des del núm. 4); carrer de Sant Cristòfor, 13 (des del núm. 19) i rambla de Sant Ferran, 50 (des del núm. 44). Al principi, l'imprimia Marian Abadal i des del núm. 8, Vicenç Padrós.

## Continguts
És el primer periòdic totalment escrit en català que es publica a Igualada. En el primer número diu: “El fi a que nosaltres ens dirigim es la renaixensa de Catalunya. Per arribarhi seguirem dos camins á la vegada lo catalanisme y lo proteccionisme qu'encara que l'un es resultat del alre els seguirém tots dos per anar mes depressa y segur […] sera esforsat defensor dels interessos de Igualada, donchs volguen la renaixensa de Catalunya, també volém la d'aquesta ciutat. Rés de polítich tindrá nostre periódich, sols se dirigirá á la conservació de la llengua, de las costums y de las glorias de la terra catalana”.
Les notícies locals eren generalment comentaris sobre activitats culturals. Van publicar un número extraordinari dedicat “als valents igualadins que'n lo dia 6 de juny de 1808 lluytaren per primera vegada contra l'aguila francesca en la batalla del Bruch”.
Els articles anaven signats sovint amb pseudònims com Delfí Rosella y Olm i Salvi Paholí, sota els quals escrivia Joan Serra i Constansó, Llamp Magench i també hi ha col·laboracions de J. Colom i Joaquim Comabella.

## Localització
- Biblioteca Central d'Igualada. Plaça de Cal Font. Igualada (col·lecció incompleta)